# Bellator 96
Bellator XCVI é um evento de artes marciais mistas organizado pelo Bellator Fighting Championships, esperado para ocorrer em 19 de junho de 2013 no Winstar World Casino em Thackerville, Oklahoma. O evento será transmitido ao vivo na Spike TV e será a abertura da Temporada de Verão de 2013.

## Background
O evento contará com o retorno de Muhammed Lawal e Renato Sobral que farão parte do torneio de quatro lutadores para decidir o próximo desafiante ao cinturão da categoria.
Esse evento também contará com a estréia de War Machine no Bellator.
Michael Chandler era esperado para defender seu cinturão contra Dave Jansen no evento, porém Jansen se lesionou e Chandler agora enfrentará David Rickels no Bellator 97.
Vinicius Queiroz era esperado para enfrentar Richard Hale no evento, mas foi obrigado a se retirar do evento com uma lesão no joelho e foi substituído por Ryan Martinez.
Derek Campos e Keith Berry não bateram o peso para suas lutas; como resultado, os lutadores perderam parte de sua bolsa para seus oponentes e as lutas foram mudadas para peso casado.
Após o evento, os lutadores que perderam ambas as lutas do Torneio de Meio Pesados, Renato Sobral e Seth Petruzelli anunciaram a aposentadoria do MMA.

## Ligações Externas
http://www.sherdog.com/events/Bellator-MMA-Bellator-96-29693